# Francesco Cossu
Francesco Cossu (født 11. januar 1907 i Rom, ukendt dødsår) var en italiensk roer.
Cossu var med til at vinde EM-guld i firer med styrmand ved EM 1931 i Paris.
Ved OL 1932 i Los Angeles stillede han op i firer uden styrmand. Bådens øvrige besætning bestod af Giliante D'Este, Antonio Garzoni Provenzani og Antonio Ghiardello (disse fire havde sammen med styrmanden Emilio Gerolimini vundet EM året forinden). Den italienske båd kvalificerede sig til finalen med sejr i det indledende heat, hvorpå den i finalen sikrede sig tredjepladsen efter Storbritannien og Tyskland, der vandt henholdsvis guld og sølv.

## OL-medaljer
- 1932:  Bronze i firer uden styrmand